# Entedon aestivalis
Entedon aestivalis is een vliesvleugelig insect uit de familie Eulophidae. De wetenschappelijke naam is voor het eerst geldig gepubliceerd in 1966 door Erdös.